# Poltavská oblast
Poltavská oblast (ukrajinsky Полтавська область, Poltavska oblasť nebo též Полтавщина, Poltavščyna) je jednou z 24 samosprávných oblastí Ukrajiny. Rozkládá se v Podněperské nížině ve středovýchodní části země, severně od řeky Dněpr. Oblast je centrální částí historického regionu Slobodská Ukrajina; ustavena byla roku 1937. Hlavním městem je Poltava. Žije zde přibližně 1,35 milionu, převážně ukrajinsky hovořících obyvatel.

## Historie
Oblast vznikla 22. září 1937.

## Oblastní symboly

### Vlajka
Vlajka Poltavské oblasti je tvořena modrým listem o poměru stran 2:3 se žlutým (kozáckým) křížem uprostřed.

## Obyvatelstvo
V Poltavské oblasti žilo v roce 2022 přes 1 300 000 obyvatel. Počet obyvatel postupně klesá: tak ještě v roce 2006 žilo více než 1,5 milionů obyvatel. Největší a nejvýznamnější města jsou Poltava a Kremenčuk. Oblast se vyznačuje střední mírou urbanizace: ve městech žilo 836,3 tisíc obyvatel (62,2 %), na venkově 508,1 tisíc lidí (37,8 %). 
K 1. lednu 2022 žilo v oblasti 1 352 283 obyvatel. Za rok 2021 se narodilo 8 063 živě narozených dětí, zemřelo však 27 598, z nichž 37 byly dětí ve věku do jednoho roku. Na 100 zemřelých připadalo jen 29 živě narozených dětí. Kojenecká úmrtnost činila v roce 2021 4,6 ‰.
Podle výsledků sčítání lidu v roce 2001 uvedlo 90 % obyvatel ukrajinštinu jako rodný jazyk, ruštinu pouze 9,5%.
Co se národnostního složení týče, bylo tehdy 91,4 % obyvatel Ukrajinci, 7,2 % byli Rusové.
Následující tabulka podává přehled měst s více než 10 000 obyvateli.
| Město          | Ukrajinský název | Ruský název     | Obyvatel 1. 1. 2022 |
| -------------- | ---------------- | --------------- | ------------------- |
| Poltava        | Полтава          | Полтава         | 279 593             |
| Kremenčuk      | Кременчук        | Кременчуг       | 215 271             |
| Horišni Plavni | Горішні Плавні   | Горишние Плавни | 49 854              |
| Lubny          | Лубни            | Лубны           | 44 089              |
| Myrhorod       | Миргород         | Миргород        | 37 886              |
| Haďač          | Гадяч            | Гадяч           | 22 851              |
| Pyrjatyn       | Пирятин          | Пирятин         | 14 988              |
| Karlivka       | Карлівка         | Карловка        | 14 045              |
| Chorol         | Хорол            | Хорол           | 12 540              |
| Kotelva        | Котельва         | Котельва        | 11 778              |
| Lochvycja      | Лохвиця          | Лохвица         | 11 014              |
| Hrebinka       | Гребінка         | Гребёнка        | 10 541              |

## Sousední oblasti
- Sumská oblast (sever)
- Charkovská oblast (východ)
- Dněpropetrovská oblast (jihovýchod)
- Kirovohradská oblast (jih; oddělena Dněprem)
- Čerkaská oblast (jihozápad)
- Kyjevská oblast (západ; nejkratší hranice)
- Černihivská oblast (severozápad)